# دستیار وزیر امور خارجه ایالات متحده آمریکا

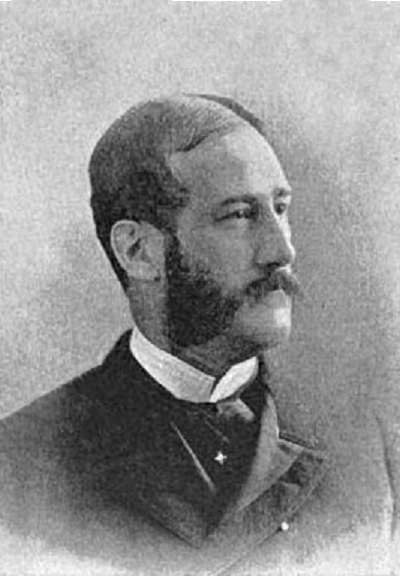
یکی از دستیاران وزیر امور خارجه ایالات متحده آمریکا

دستیار وزیر امور خارجه (A/S) عنوانی است که برای بسیاری از پست‌های اجرایی در وزارت خارجه ایالات متحده استفاده می‌شود و در رتبه پایین‌تر از معاونان وزیر امور خارجه قرار دارد. مجموعه ای از شش دستیار وزیر که به معاون وزیر در امور سیاسی پاسخگو هستند نمایندگی‌های دیپلماتیک را در مناطق جغرافیایی تعیین شده خود مدیریت می‌کنند، به علاوه یک دستیار وزیر که با سازمان‌های بین‌المللی سروکار دارد. دستیاران وزیر معمولاً یکی از اداره‌های وزارت امور خارجه را مدیریت می‌کنند. هنگامی که مدیر یک اداره یا سازمان دیگری عنوانی غیر از دستیار وزیر، مانند «اداره‌کننده» دارد، می‌توان گفت که «رتبه معادل دستیار وزیر» دارد. دستیاران وزیر معمولاً مجموعه ای از قائم مقامان دارند که از آنها به عنوان قائم مقامان دستیار وزیر (DAS) یاد می‌شود.

## تاریخ
از سال ۱۸۵۳ تا ۱۹۱۳، دستیار وزیر خارجه دومین مقام عالی‌رتبه وزارت خارجه ایالات متحده بود. قبل از ۱۸۵۳، منشی اصلی دومین مقام عالی‌رتبه بود، و پس از ۱۹۱۳، مشاور مقام دوم بود، هرچند سمتی به عنوان دستیار وزیر تا سال ۱۹۲۴ وجود داشت. از سال ۱۸۶۷، دستیار وزیر امور خارجه توسط یک دستیار دوم وزیر امور خارجه و از سال ۱۸۷۵ توسط یک دستیار سوم وزیر امور خارجه کمک می‌شد. وظایف خاص متصدیان در طول سالها متفاوت بوده و شامل مسئولیتهایی مانند نظارت بر دفاتر دیپلماتیک و کنسولی، نظارت عمومی بر مکاتبات ، انتصابات کنسولی، اداره اداره‌ها، و نظارت بر امور اقتصادی و بخشهای مختلف جغرافیایی می‌شود.

## بررسی اجمالی
امروزه دومین مقام عالی‌رتبه این وزارت قائم مقام وزیر امور خارجه است و رتبه بعدی مقامات وزارت خارجه رتبه معاون وزیر خارجه است.
در زیر فهرستی از صاحب منصبان فعلی با عنوان «دستیار وزیر خارجه» آمده‌است:
- پاسخگوی مستقیم به وزیر خارجه ایالات متحده:
  - دستیار وزیر خارجه در امور اطلاعات و تحقیقات
  - دستیار وزیر خارجه در امور قانونگذاری
- پاسخگو به معاون سیاسی وزیر امور خارجه در امور سیاسی:
  - دستیار وزیر خارجه در امور آفریقا
  - دستیار وزیر خارجه در امور شرق آسیا و اقیانوسیه
  - دستیار وزیر خارجه در امور اروپا و اوراسیا
  - دستیار وزیر خارجه در امور سازمان‌های بین‌المللی
  - دستیار وزیر خارجه در امور خاور نزدیک
  - دستیار وزیر خارجه در امور آسیای جنوبی و مرکزی
  - دستیار وزیر خارجه در امور نیمکره غربی
- پاسخگو به معاون وزیر امور خارجه در امور مدیریت:
  - دستیار وزیر امور خارجه در امور اداری
  - دستیار وزیر خارجه در امور کنسولی
  - دستیار وزیر خارجه در امور امنیت دیپلماتیک
- پاسخگو به معاون وزیر امور خارجه در زمینه رشد اقتصادی، انرژی و محیط زیست:
  - دستیار وزیر امور خارجه در امور اقتصادی و تجاری
  - دستیار وزیر خارجه در امور اقیانوس‌ها و امور بین‌المللی محیط زیست و علمی
  - دستیار وزیر خارجه در امور منابع انرژی
- پاسخگو به معاون وزیر امور خارجه در امور دیپلماسی عمومی و امور عمومی:
  - دستیار وزیر امور خارجه در امور آموزشی و فرهنگی
  - دستیار وزیر خارجه در امور عمومی جهانی
- پاسخگو به معاون وزیر خارجه در زمینه کنترل تسلیحات و امنیت بین‌المللی:
  - دستیار وزیر خارجه در امور بین‌المللی امنیت و عدم اشاعه
  - دستیار وزیر امور خارجه در امور سیاسی-نظامی
  - دستیار وزیر امور خارجه در کنترل، تأیید و انطباق تسلیحات
- پاسخگو به معاون وزیر خارجه در امور امنیت غیرنظامی، دموکراسی و حقوق بشر:
  - دستیار وزیر امور خارجه در عملیات درگیری و ثبات
  - دستیار وزیر خارجه در امور دموکراسی، حقوق بشر و کار
  - دستیار وزیر خارجه در امور بین‌المللی مواد مخدر و اجرای قانون
  - دستیار وزیر امور خارجه در امور جمعیت، پناهندگان و مهاجرت

نقش‌های زیر نیز دارای رتبه ای معادل دستیار وزیر هستند:
- رئیس پروتکل ایالات متحده، با درجه سفیر
- هماهنگ‌کننده مبارزه با تروریسم، با درجه و مقام سفیر کل
- دستیار ویژه منشی و دبیر اجرایی بخش
- بازرس کل وزارت امور خارجه
- مشاور حقوقی وزارت امور خارجه
- مدیرکل خدمات خارجی و مدیر استعدادهای جهانی
- مدیر برنامه‌ریزی سیاست
- سفیر بزرگ ایالات متحده برای مسائل جهانی زنان
- سفیر بزرگ ایالات متحده برای عدالت کیفری جهانی
- سفیر کل ایالات متحده برای نظارت و مبارزه با قاچاق انسان
- هماهنگ‌کننده فعالیتهای دولت ایالات متحده برای مبارزه با HIV/AIDS در سطح جهانی، با درجه سفیر کل و نماینده ویژه ایالات متحده در دیپلماسی بهداشت جهانی
- مدیر مؤسسه خدمات خارجی
- مشاور علم و فناوری وزیر امور خارجه
- مدیر ارشد اطلاعاتی بخش
- مدیر دفتر نمایندگی‌های خارجی، با درجه سفیر
- مدیر بودجه و برنامه‌ریزی
- ناظر دپارتمان
- اقتصاددان ارشد گروه
- مدیر دفتر منابع کمکهای خارجی ایالات متحده
- مدیر ارشد پزشکی و مقام ایمنی و بهداشت آژانس تعیین شده
- مدیر دفتر حقوق شهروندی